# 탤리즈먼

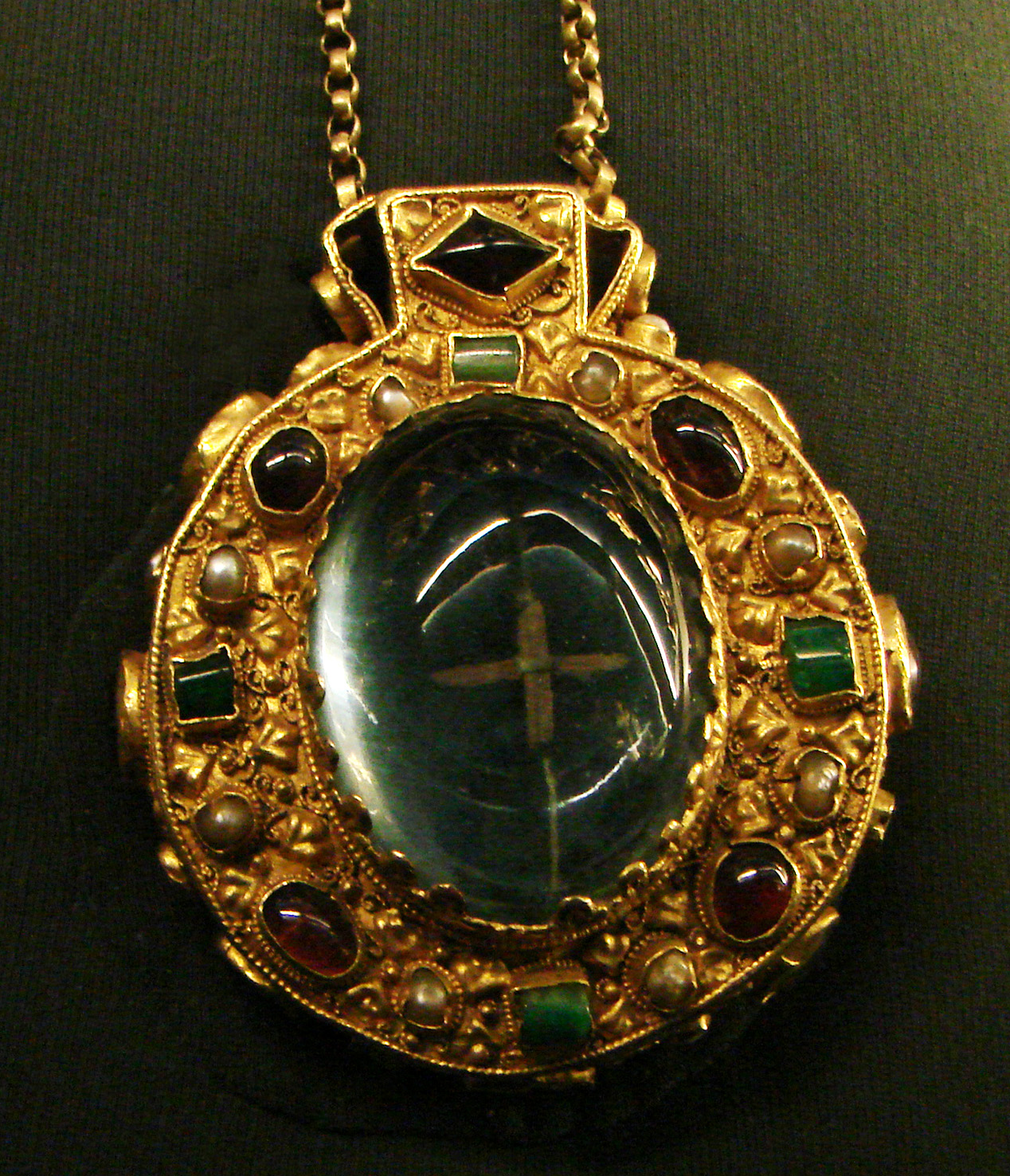
샤를마뉴의 탤리즈먼

탤리즈먼(영어: Talisman)은 악이나 위해로부터 소유자를 보호하거나, 행운을 가져온다고 하는 부적의 일종이다.

## 같이 보기
- 주구
- 액막이
- 사시 (민속)
- 함사
- 마스코트